# 카미이시나카 카나
카미이시나카 카나(かみいしなか かな)는 헬로! 프로젝트에 소속된 일본의 여성 아이돌 그룹이다.

## 개요
- TBS(간토 로컬만)에서 2017년 1월 22일부터 방송 중인 정보 다큐멘터리 홈쇼핑 프로그램「고향의 꿈」의 오프닝 테마곡을 담당할 때 SATOYAMA movement의 콘셉트에서 창출되면서 결성된 아이돌 그룹이다.
- 멤버는 나카지마 사키, 카나자와 토모코, 모닝구무스메의 이시다 아유미, 안주루무의 카미코쿠료 모에의 총 4명이 선발되었다.
- 또한 이 그룹의 유래는 각 멤버의 명자(카미코쿠료(上國料)→카미(かみ), 이시다(石田)→이시(いし), 나카지마(中島)→나카(なか), 카나자와(金澤)→카나かな)에 유래된다.

## 멤버

### 현 멤버
- 나카지마 사키 - 리더
- 이시다 아유미 (모닝구무스메)
- 카미코쿠료 모에 (안주루무)

### 전 멤버
- 카나자와 토모코 - 서브리더

## 약력
2017년
- 3월 15일, 공식 결성이 발표되었다[1].
- 3월 25일 ~ 26일, 데뷔 싱글「ふるさとの夢」를 " 놀다. 살다. 키운다. SATOYAMA&SATOUMI에 가2017"&"Hello!Project히나페스 2017"마쿠하리 멧세 국제 전시장 2홀 상품 매장에서 선행 발매[2].
- 4월 28일, 데뷔 싱글「ふるさとの夢」를 착신 개시.
- 6월 12일, 나카지마 사키가 ℃-ute 해산으로, 헬로! 프로젝트를 졸업.

2018년
- 3월 28일, 싱글 CD「ふるさとの夢」를 일반 발매 개시.

2021년
- 11월 24일, 카나자와 토모코가 Juice=Juice와 헬로! 프로젝트를 졸업.

2024년
- 12월 6일, 이시다 아유미가 모닝구무스메와 헬로! 프로젝트를 졸업.

## 음악

### 싱글
1. ふるさとの夢 (2017년 4월 28일 일반 발매 / 2018년 3월 28일 정식 발매)

## 같이 보기
- SATOYAMA movement
- 고향의 꿈